# Confident
«Confident» — второй сингл из альбома Confident американской певицы Деми Ловато. Песня вышла 18 сентября, 2015 года лейблами Hollywood Records, Island Records и Safehouse Records.

## Видео
Режиссёром видео «Confident» является Родригес, Роберт. Клип на композицию вышел 9 октября. В нём снялась голливудская киноактриса Мишель Родригес.

## Чарты
| Чарт (2015)                                | Позиция |
| ------------------------------------------ | ------- |
| Австралия (ARIA)                           | 72      |
| Бельгия/Фландрия (Ultratip Bubbling Under) | 58      |
| Канада (Billboard Canadian Hot 100)        | 65      |
| Чехия (Singles Digitál Top 100)            | 63      |
| Франция (SNEP)                             | 104     |
| New Zeland Heatseekers (RMNZ)              | 10      |
| Шотландия (OCC Scotland)                   | 27      |
| Словакия (Singles Digitál Top 100)         | 60      |
| Швеция (Sverigetopplistan)                 | 69      |
| Великобритания (OCC UK Singles)            | 65      |
| США (Billboard Hot 100)                    | 84      |